# Inge Langen
Inge Langen (* 21. Mai 1924 in Düsseldorf; † 23. November 2007 in der Schweiz) war eine deutsche Schauspielerin.

## Leben
Langen studierte Schauspiel in Berlin und bekam ihr erstes Engagement am Theater Erfurt. Im Jahr 1948 wechselte sie zum Münchener Staatstheater, wo sie lange Jahre als Mitglied tätig blieb. Nach dieser Zeit nahm sie kein festes Engagement mehr an und arbeitete freiberuflich, zum Beispiel am Wiener Burgtheater in der Rolle der Jeanne d’Arc und dem Deutschen Schauspielhaus in Hamburg als Julia, Gräfin Witwe Imperiali in Friedrich Schillers Die Verschwörung des Fiesco zu Genua.
Neben ihrer Bühnentätigkeit, bei der sie es auf über 200 verschiedene Rollen brachte, war sie in den 1960er Jahren häufig in Fernsehspielen zu sehen, so z. B. in Hans Falladas Der Trinker, Jean Genets Die Zofen und E. Marlitts Das Geheimnis der alten Mamsell, daneben arbeitete sie an Hörspielen.
Weiterhin war sie auch in deutschen Kinoproduktionen tätig, dort u. a. in zwei Edgar-Wallace-Filmen (als Millie Trent in Der Zinker sowie als Oberin in Der Gorilla von Soho). 1970 war sie die erste und bislang einzige Miss Marple in einer deutschen Agatha-Christie-Verfilmung (Mord im Pfarrhaus). Mitte der 1970er Jahre zog sie sich aus dem Filmgeschäft zurück und unterrichtete später selbst im eigenen Schauspielstudio.
Eine ihrer Schülerinnen war die Moderatorin und Buchautorin Katharina Ohana.
Inge Langen verstarb am 23. November 2007 im Alter von 83 Jahren in der Schweiz.

## Filmografie
| - 1955: Der Korporal aus Java - 1956: Vor Sonnenuntergang - 1958: Das Lächeln der Gioconda - 1958: Viel Lärm um nichts - 1960: Fährten - 1960: Das Land der Verheißung - 1961: Der Transport - 1961: Man nennt es Amore - 1961: Die kahle Sängerin - 1961: 100000 Dollar Belohnung - 1963: Der Zinker - 1963: Das Leben ein Traum - 1964: Die Zofen - 1964: Die Truhe - 1965: Jennifer...? | - 1967: Der Trinker - 1968: Der Gorilla von Soho - 1968: Bengelchen liebt kreuz und quer - 1968: Polizeifunk ruft (Folge: Der Reinfall) - 1969: Der Kommissar (Folge: Das Ungeheuer) - 1970: Mord im Pfarrhaus - 1971: Liebe ist nur ein Wort - 1971: Hamburg Transit (Folge: Rechnung für Zimmer elf) - 1971: Der Kommissar (Folge: Kellner Windeck) - 1972: Das Geheimnis der alten Mamsell (Fernsehfilm) - 1972: Frohe Ostern - 1974: Der Kommissar (Folge: Traumbilder) |